# Symphonie de la laine
Pour plus de détails, voir Fiche technique et Distribution.
Symphonie de la laine est un court métrage documentaire français réalisé par Jean Lods et Natacha Seailles, sorti en 1951.

## Synopsis
Les différentes étapes du traitement de la laine.

## Fiche technique
- Titre : Symphonie de la laine
- Réalisation : Jean Lods et Natacha Seailles
- Commentaire : André Maurois
- Photographie : Joseph-Louis Mundwiller et Philippe Agostini
- Musique : Yves Baudrier (direction : André Jolivet)
- Société de production : Les Films de la Roue
- Pays d'origine :  France
- Format : 35 mm - Noir et blanc
- Tournage : Romorantin-Lanthenay
- Durée : 37 minutes
- Genre : Film documentaire
- Date de sortie : 1951